# Deathmatch Classic
Deathmatch Classic (сокр. DMC) — многопользовательская компьютерная игра, разработанная и изданная Valve. Изначально была выпущена как дополнение к Half-Life, однако немногим позже состоялся полноценный релиз вместе с патчем от 1 июня 2001 года.

## Игровой процесс
Скорость игры по умолчанию в DMC несколько ниже, чем в Quake. Оружие варьируется от обычного дробовика до ракетной установки и пистолета-молнии, мощного оружия с направленной энергией. По картам разбросаны три типа бонусов, которые дают игроку временную особую силу: четырёхкратный урон, неуязвимость и кольцо теней.

## Разработка
Изначально Deathmatch Classic была задумана Valve как дань уважения Id Software и, по сути, является ремейком многопользовательской составляющей игры Quake. На разработку игры ушло примерно три месяца.
После выхода, игра включала в себя пять карт, переделанных из Quake. Игровой процесс похож на Quake Deathmatch, с практически тем же оружием (за исключением оружия для ближнего боя, которым является фирменный лом из серии игр Half-Life вместо топора из Quake). DMC также имитирует физику Quake, что позволяет продвинутому игроку набирать большую дополнительную скорость или прыгать очень высоко, используя ряд навыков, таких как прыжки кролика и прыжки ракеты.

#### Реакция игроков
Не пользующаяся широкой популярностью, как командно-ориентированные моды Half-Life, Counter-Strike и Day of Defeat, DMC нашла своих поклонников, особенно среди ностальгирующих ветеранов режима deathmatch. Другие карты Quake были переделаны фанатами для DMC и разработаны оригинальные новые карты.
Многие серверы DMC предлагают дальнейшую модификацию игры под названием DMC Pro. Она включает в себя звуковой пакет в стиле Quake, пользовательские карты и режим capture the flag, а также альтернативные версии карт по умолчанию, где два самых мощных вида оружия более доступны, а боеприпасов к ним достаточно. DMC Pro характеризуется чрезвычайно напряжённым действием, ракетная установка является практически единственным используемым оружием.

## Восприятие
GameSpy заявила, что Deathmatch Classic «вернула воспоминания о прошедших поздних ночах, игры в Quake», похвалив визуальные аспекты игры.
Грэм Смит из Rock, Paper, Shotgun в ретроперспективном обзоре отметил что несмотря на то, что движок GoldSrc построен на игре Quake и имеет в себе достаточное количество изменений, при игре в Deathmatch Classic создаётся впечатление того, что все эти изменения ложаться поверх Quake, а не поверх Half-Life.